# Oshkosh M-ATV

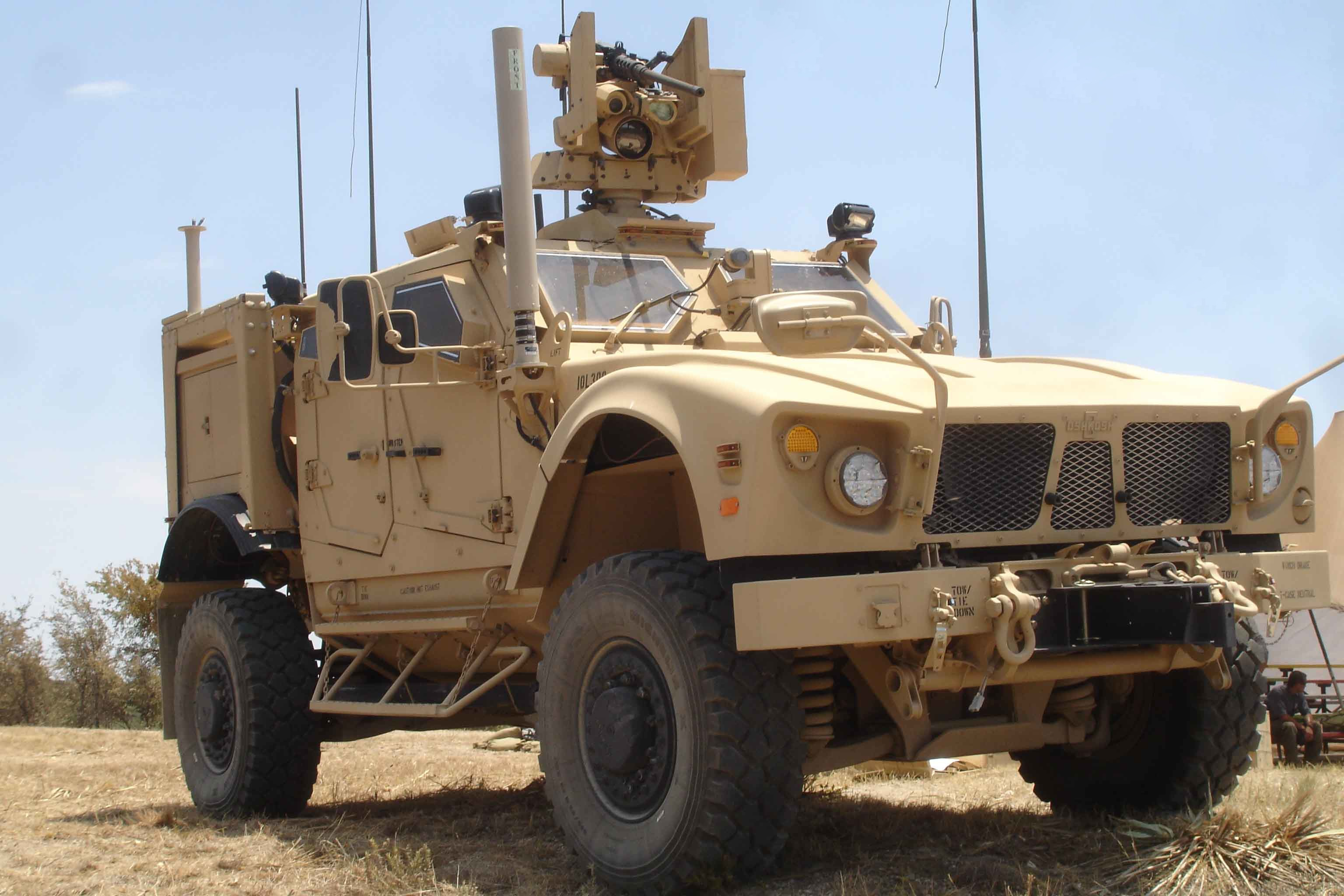
Um M-ATV do exército americano.

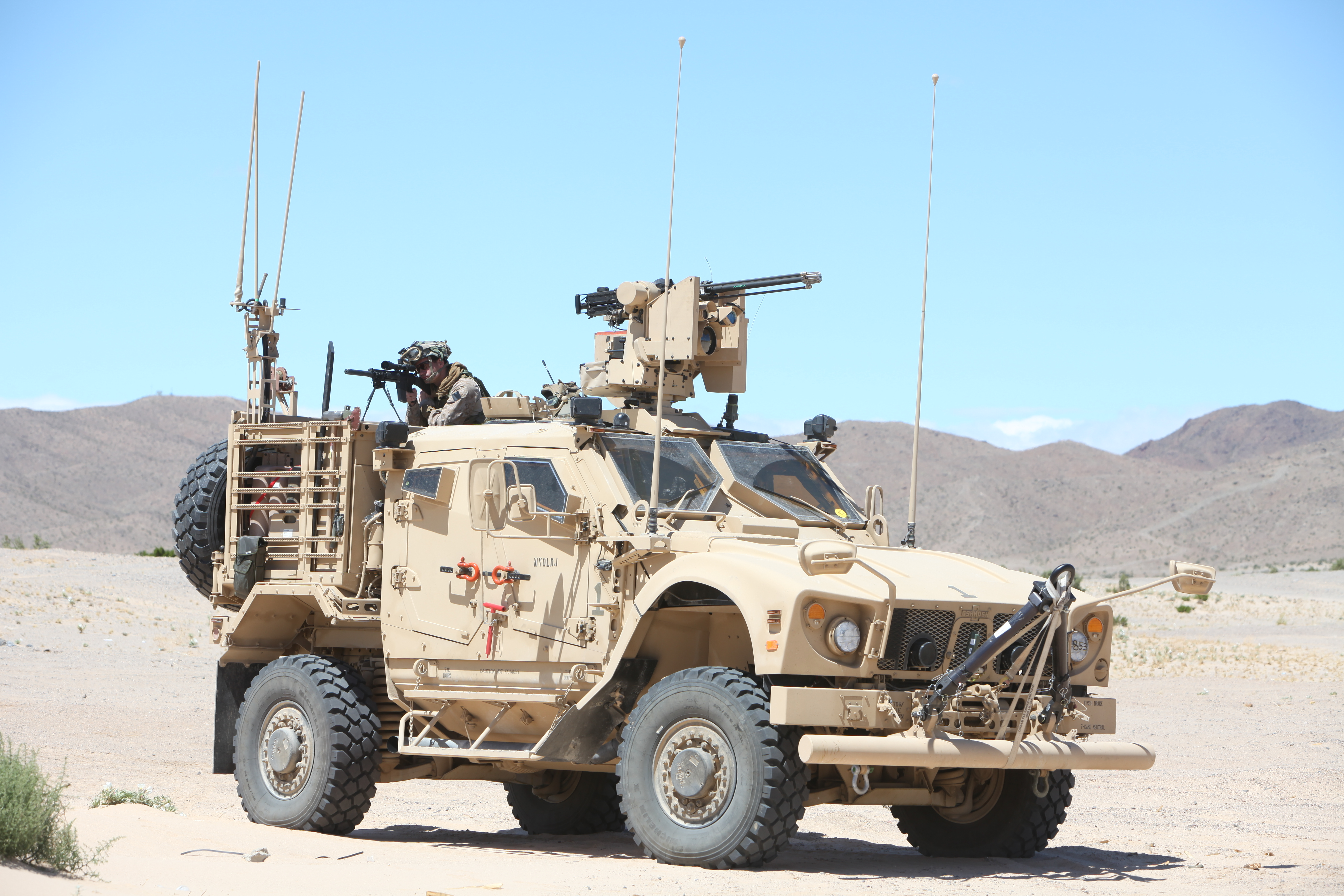
Um M-ATV do corpo de fuzileiros navais dos Estados Unidos.

O Oshkosh M-ATV é um veículo resistente anti-mina desenvolvido pela Oshkosh Corporation em Oshkosh, Wisconsin. Ele foi projetado para dar proteção extra contra minas e bombas, mas não sacrificando sua mobilidade. Foi feito para substituir o M1114 HMMWVs.